# Fra Celeste

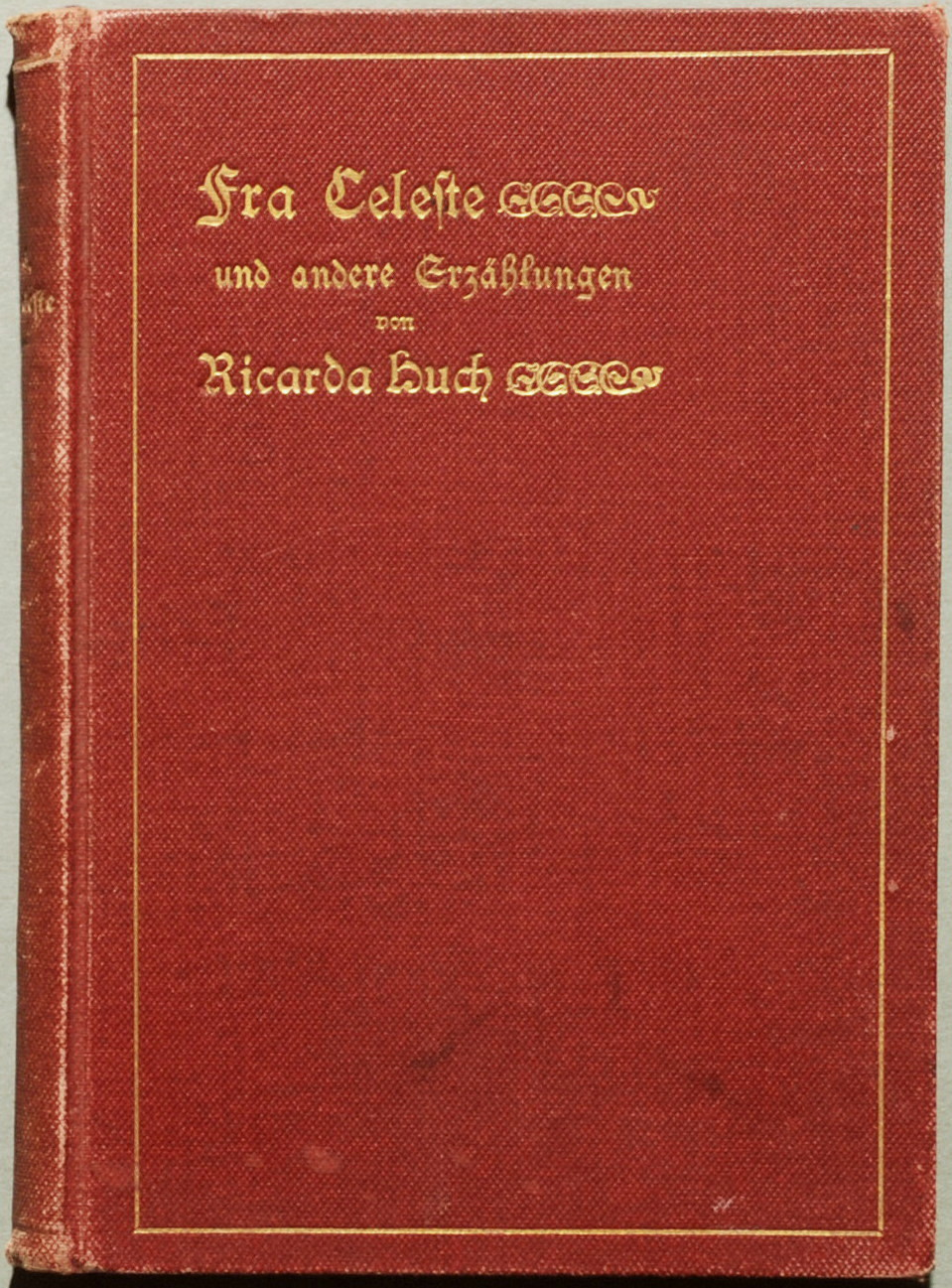
Fra Celeste, Erstausgabe 1899

Fra Celeste ist eine Erzählung von Ricarda Huch, die 1899 bei Hermann Haessel in Leipzig erschien. Der Sammelband enthält neben der titelgebenden Erzählung auch die Erzählungen Der arme Heinrich, Der Weltuntergang und Die Maiwiese.
Der katholische Sittenprediger Dolfin alias Fra Celeste löst den unüberbrückbaren Widerspruch zwischen Zölibat und Wiederaufflammen der heftigen Hinneigung zu seiner Jugendliebe Aglaia mit Mord („wie man vermuten muß“ schreibt Sprengel) und Selbstmord. Den Dolfin oder auch Fra Celeste, der an C. F. Meyers zwanzig Jahre zuvor geschriebenen Heiligen erinnere, habe Ricarda Huch erfunden.

## Inhalt
Die Waise Dolfin, ein Bäckerlehrling, war aus Liebeskummer Mönch geworden und unter seinem Abt zum gefragten Prediger Fra Celeste aufgestiegen.
Der 23-jährige Ich-Erzähler arbeitet als Sekretär des „berühmten und angebeteten“ Bußpredigers Fra Celeste. Diese Anbetung äußert sich in zahlreichen brieflichen Anfragen aus der Feder von Damen, welche sich durch die Wortgewalt Fra Celestes angesprochen fühlen. Der Erzähler wird also nicht arbeitslos. Obwohl ihm der Prediger beim Erledigen der Korrespondenz immer einmal prüfend über die Schulter schaut, darf der Schreiberling nach eigenem Ermessen antworten.
Einen dieser mit Emotionen überladenen Briefe sendet die „feine, schlanke“, adelige Aglaia. Ihr einziges Kind war früh gestorben.  Sie möchte ihren Ehegatten verlassen und zu Dolfin, den sie damals als Achtzehnjährigen kennen- und lieben lernte, zurückkehren.
Aglaia läuft ihrem Manne davon und schließt sich dem Wanderprediger Fra Celeste an. Der braucht auf einmal viel Geld zum Unterhalt der mitreisenden Dame. Der Abt macht da nicht mit, doch Kardinal San Fiori aus der päpstlichen Umgebung findet eine Lösung. Der Erzähler belügt die kirchlichen Vorgesetzten, was die Verwendung des Geldes betrifft.
Einige Predigten Fra Celestes lassen erstaunen. Zum Beispiel ermuntert er seine Zuhörer, die irdische Liebe, die nur besitzen wolle, zu überwinden. Der Mensch müsse vielmehr mit sich und Gott genug haben.
Die Ehe von Aglaia mit dem gräflichen Gatten wird geschieden. Der Ich-Erzähler kann es vor seinem Herrn nicht länger verheimlichen – der Kardinal hat sich in Aglaia verliebt. Fra Celeste bekommt den bösartigen Husten; spuckt Blut.
Aglaia küsst den Ich-Erzähler auf den Mund, als er ihr von einem genesenden Fra Celeste berichten kann. Als nun auch noch die Geliebte ernstlich erkrankt, sucht sie der gesundete Prediger immer seltener und bald gar nicht mehr auf. Als der Ich-Erzähler seinen Herrn nach der Ursache des merkwürdigen Verhaltens fragt, erwidert dieser schroff, er liebe Aglaia nicht mehr. Später erläutert Fra Celeste seinem Bediensteten, weshalb er Aglaia nicht mehr liebe; nämlich aus der Lebenserkenntnis heraus, dass auf der Erde uns nichts gehören kann. Trotzdem geht der Prediger ans Krankenlager der Geliebten und spricht: „Ich liebte dich nicht mehr? Ich will dich ewig, ewig, ewig lieben, nur verlaß mich nicht! Stirb nicht!“
Der Arzt kann Aglaia nicht mehr helfen. Fra Celeste ersticht die Geliebte höchstwahrscheinlich und stürzt sich ins Meer.

## Selbstzeugnis
Ricarda Huch schreibt am 1. Juni 1899 aus Triest: „Ich arbeite viel. Die Fortsetzungen von Fra Celeste habe ich an Frieda Duensing geschickt.“

## Form
Der Ich-Erzähler greift vor; erzählt zum Beispiel vorab von Aglaias „furchtbarer Todeskrankheit“.
Heiterkeit erregt: Der Briefe vornehmer Damen beantwortende Sekretär nimmt vorübergehend die Identität seines Herrn an.

## Buchausgaben
Erstausgabe
- Ricarda Huch. Fra Celeste und andere Erzählungen (enthält noch: Der arme Heinrich. Der Weltuntergang. Die Maiwiese). H. Haessel, Leipzig 1899[6]

Andere Ausgaben
- Ricarda Huch: Die Goldinsel und andere Erzählungen. Ausgewählt und mit einem Nachwort versehen von Wolfgang Brekle (enthält: Die Goldinsel. Die Hugenottin. Teufeleien. Patatini. Fra celeste. Der Weltuntergang. Das Judengrab. Der letzte Sommer). Union Verlag, Berlin 1972 (Lizenzgeber: Atlantis Verlag, Freiburg im Breisgau und Insel Verlag, Frankfurt am Main), 376 Seiten (verwendete Ausgabe)